# Gorsachius magnificus
La nitticora magnifica (Gorsachius magnificus (Ogilvie-Grant, 1899)) è un uccello della famiglia degli Ardeidi.

## Distribuzione e habitat
Questa specie ha un areale limitato, ristretto alla Cina meridionale e al Vietnam settentrionale.

## Conservazione
La IUCN Red List classifica Gorsachius magnificus come specie in pericolo di estinzione (Endangered).